# Revy över kända Gävlebor
Revy över kända Gävlebor är en svensk dokumentärfilm från 1914 i regi av Eric Hammar. Filmen spelades in i Gävle och skildrar som titeln antyder olika prominenta invånare i staden. Den premiärvisades 15 april 1914 på biograf Röda Kvarn i Gävle.